# Hochkirch
Hochkirch (alt sòrab: Bukecy) és un municipi alemany que pertany a l'estat de Saxònia. Es troba a 10 kilòmetrs a l'est de Bautzen. Limita a l'est amb Löbau, al sud amb Czorneboh-Kette Hochkirch de Cunewalde, a l'oest amb Kubschütz i al nord amb Weißenberg. És coneguda per la batalla de Hochkirch de 1758, durant la Guerra dels Set Anys.

## Llogarets
- Breitendorf (Wujezd, 1994)
- Jauernick (Jawornik, 1993)
- Kohlwesa (Kołwaz, 1993)
- Kuppritz i Neukuppritz (Koporcy i Nowe Koporcy, 1936)
- Lehn (Lejno, 1993)
- Meschwitz (Mješicy, 1973),
- Niethen (Něćin, 1993)
- Plotzen (Błócany, 1993)
- Pommritz (Pomorcy, 1993)
- Rodewitz (Rodecy, 1993)
- Sornßig (Žornosyki, 1993)
- Steindörfel (Trjebjeńca, 1974)
- Wawitz (Wawicy, 1993)
- Wuischke amb Neuwuischke (Wuježk i Nowy Wuježk)
- Zschorna (Čornjow, 1994)

## Personatges il·lustres
- Kito Lorenc